# 达达萨赫布·法尔克奖
达达萨赫布·法尔克奖是印度电影界的最高奖项，每年在印度國家電影獎的頒獎儀式上颁发。获奖者會拿到一枚刻有金莲花的奖章、一条披巾和100万卢比 (15,530美元)的现金奖励。 达达萨赫布·法尔克奖于1969年首次颁发。 